# Бойня в долине памяти
«Бойня в долине памяти» (англ. Memorial Valley Massacre) — американский фильм ужасов 1988 года, поставленный режиссёром Робертом Хьюзом.

## Сюжет
Маньяк с топором наводит ужас на приехавших на пикник отдыхающих.

## В ролях
- Джон Керри — Джордж Вебстер
- Марк Мирз — Девид Сэнгстер
- Джон Кейс  — Хермит
- Леса Ли — Черил
- Уильям Смит — генерал Минц